# 3797 Ching-Sung Yu
A 3797 Ching-Sung Yu (ideiglenes jelöléssel 1987 YL) egy kisbolygó a Naprendszerben. Oak Ridge Observatory fedezte fel 1987. december 22-én.